# Конкурс молодих вчених Європейського Союзу

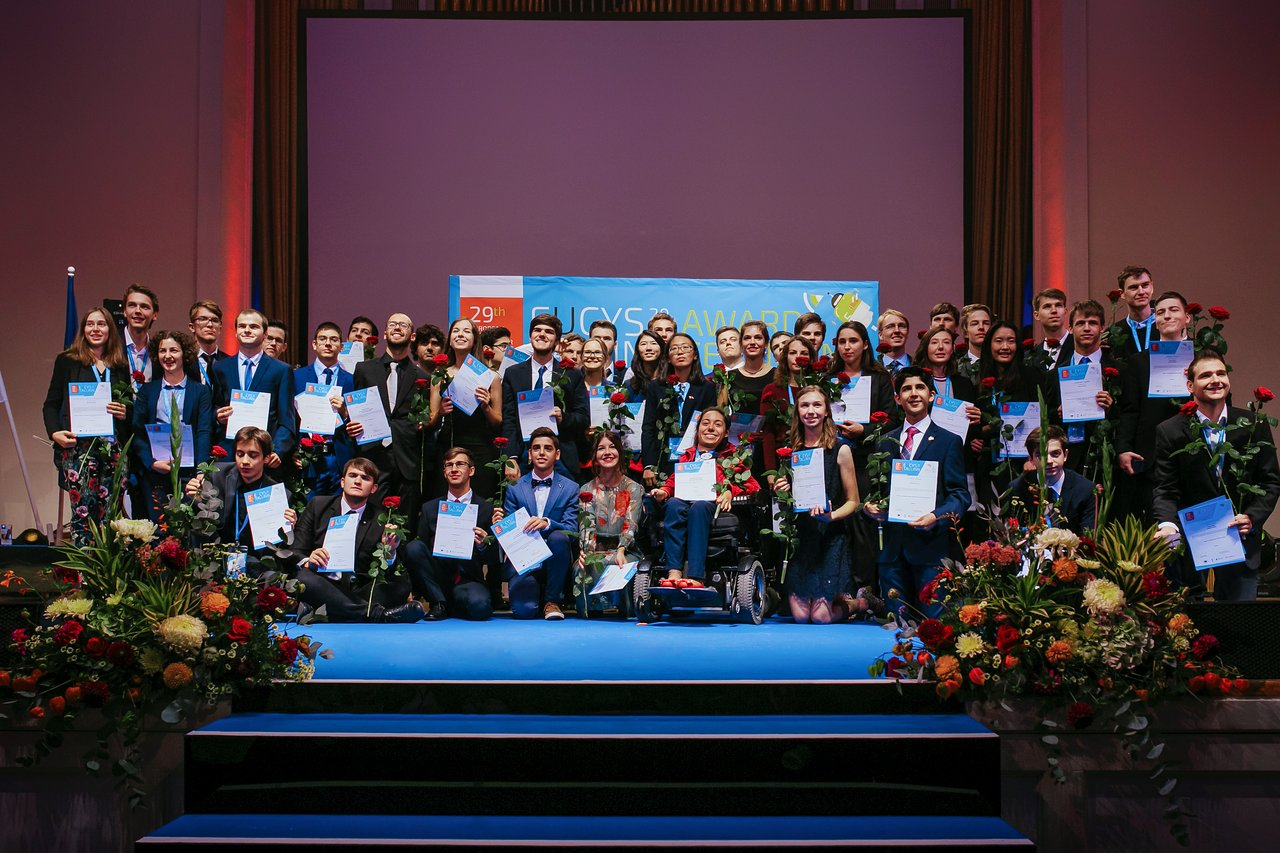
Переможці конкурсу 2017 року в Таллінні

Конкурс молодих вчених Європейського Союзу - науковий конкурс, організований Європейським Союзом. Він звітує перед Європейською дослідницькою комісією. Конкурс має на меті сприяти обміну між молодими вченими. Він проводиться щорічно і відкритий для обраних переможців національних наукових конкурсів, таких як Конкурс-захист наукових робіт Малої академії наук України (Україна), Jugend forscht (Німеччина), Jugend Innovativ (Австрія) або Krajowy Fundusz na rzecz Dzieci (Польща)

## Історія
Конкурс був заснований у 1989 році. З 1968 по 1988 роки компанія Philips щорічно організовувала конкурс молодих вчених ( Європейський конкурс Philips для молодих вчених і винахідників ). 
Ідея цього конкурсу походить від Кеса Нійсена, який працював у зв’язках з громадськістю у Philips в Ейндховені та відповідав за конкурс у часи керівництва Philips.  
Після того, як Philips у 1968 році спочатку проводив конкурс, обмежений країнами Бенілюксу, з наступного року його поширили на більшість західноєвропейських країн. Часом брали участь також окремі неєвропейські країни. Європейський фінал проводився виключно в Evoluon в Ейндховені до 1972 року, а потім ще чотири рази. Іншими містами, які приймали фінали, були Лондон (1973), Ахен (1974), Мадрид (1976), Париж (1977, 1987), Осло (1979, 1986), Амстердам (1980), Брюссель (1981, 1988), Копенгаген (1983). ) і Барселона (1985). Загалом 746 молодих вчених взяли участь у 19 міжнародних фінальних раундах конкурсу, організованого Philips, із яких 121 отримав першу премію (нагороду). З них по 14 прибули з Федеративної Республіки Німеччини, Франції та Іспанії, по 13 з Великої Британії та Швейцарії, вісім з Данії, по п’ять з Норвегії та Швеції та два з Фінляндії. 
Україна доєдналася до цього конкурсу 1994 року та традиційно її представляли двоє команд (або учасників) кожен рік. Станом на 2016, від України взяли участь 23 учасники, з яких 4 команди отримали призи: 3 бронзових місця (1995, 2000) та спеціальний приз (2012). 2020 року Україна вперше отримала золоту медаль завдяки Іллі Наливайко та його роботі "Властивості можливих контрприкладів другої сусідської кон'єктури Сеймура" у секції "Математика.  2022 року Україну представляли Олег Іванків у секції "Інженерія" та Нікіта Арский у секції "Математика", перший зміг здобути спеціальний приз Young bright minds Award (Founding partners award). 

## Веб-посилання
- Офіційний сайт Європейської комісії
- 17-й конкурс ЄС, Москва
- 18-й конкурс ЄС, Стокгольм
- 19-й конкурс ЄС, Валенсія
- 21-й конкурс ЄС, Париж
- 23-й конкурс ЄС, Гельсінкі
- 24-й конкурс, Братислава
- 25-й конкурс, Прага
- 29-й конкурс, Таллінн
- 30-й конкурс, Дублін
- 31-й конкурс, Софія